# پارادوکس برتراند (اقتصاد)
در اقتصاد و تجارت، پارادوکس برتراند -که به نام خالق آن، جوزف برتراند توصیف می‌شود- وضعیتی را نشان می‌دهد که در آن دو بازیکن (شرکت) به حالت تعادل نش می‌رسند، جایی که هر دو شرکت هزینه ای برابر با هزینهٔ نهایی درخواست می‌کنند (و در نتیجه به سود صفر می‌رسند).
فرض کنید دو شرکت، ۱ و ۲، یک کالای مشابه، هر یک با هزینه‌های نهایی و توزیع یکسان را به فروش می‌رسانند، به طوری که مشتریان محصول را تنها بر اساس قیمت انتخاب می‌کنند. شرکت ارائه‌دهندهٔ محصول با قیمت کمتر، کل بازار را به دست آورده و اگر قیمت را یکسان تعیین کنند، شرکت‌ها، بازار و سود را به اشتراک خواهند گذاشت. به این نتیجه رسیده می‌شود که تقاضا به‌طور بی‌کران کشش قیمتی تقاضا دارد. نه ۱ و نه ۲ قیمت بالاتری را نسبت به رقیب تعیین نمی‌کنند؛ زیرا این کار باعث می‌شود که کل بازار به رقیبشان برسد. پارادوکس این است که در مدل‌هایی مانند رقابت کورنو، افزایش تعداد شرکت‌ها با همگرایی قیمت‌ها به هزینه نهایی (و در واقع رسیدن به سود صفر) پیوند خورده‌است.
پارادوکس برتراند به ندرت در عمل ظاهر می‌شود، زیرا محصولات واقعی تقریباً همیشه در ویژگی‌ای به جز قیمت متفاوت هستند (حداقل نام تجاری)؛ شرکت‌ها محدودیت‌هایی در ظرفیت تولید و پخش کردن محصولاتشان دارند؛ و دو شرکت به ندرت هزینه‌های یکسانی دارند. همچنین موارد دیگر در ادامه آورده شده‌است.

## تاریخچه و تعریف
پارادوکس برتراند اولین بار توسط ریاضی‌دان فرانسوی، جوزف برتراند، در سال ۱۸۸۳، پس از مدل کورنو در مورد نظریهٔ انحصار چندجانبه و بر مبنای ساخت‌وکار ارزان‌ترفروشی به عنوان جایگزین رقابت کمیتی مطرح شد. به‌طور خلاصه، شرکت‌ها در مدل رقابت کورنو دریافت‌کنندهٔ سود هستند. آن‌ها با پیش‌بینی رفتار شرکت‌های دیگر خروجی‌ای را انتخاب می‌کنند که سود خودشان را بیشنه کند.
پارادوکس برتراند با این فرض مطرح می‌شود که تنها دو شرکت در بازار وجود داشته، محصولات آن‌ها هم‌سان بوده و هر یک از شرکت‌ها توانایی تولید محصول برای تمام تقاضاها را دارا می‌باشد. همچنین نمودار هزینهٔ آن‌ها یکسان و خطی (نسبت به تعداد محصولات تولیدی) می‌باشد. در این بازی هر یک از قیمت خود را یک مرتبطه به‌طور هم‌زمان و مستقل انتخاب می‌کنند. دو شرکت در مورد قوانین اطلاعات کامل داشته و منطقی می‌باشند (هر یک به دنبال بیشینه کردن سود خود است). با توجه به شرایط گفته شده، مشتریان (که فرض می‌شود منطقی هستند) همواره محصول ارزان‌تر را برای خرید انتخاب کرده و در صورت هم‌قیمت بودن محصولات میزان خرید بین دو شرکت به‌طور برابر تقسیم می‌شود.
به عنوان یک مثال می‌توان به خرید بنزین اشاره کرد. رانندگان اتومبیل ممکن است قیمت‌های بنزین را در مسیر رسیدن به کار بدون پیاده شدن از اتومبیل بررسی کنند. اگر دو پمپ بنزین در یک مسیر وجود داشته باشند، از آن‌جا که بنزین محصولی هم‌سان است؛ راننده ارزان‌ترین را انتخاب می‌کند.
میزان تقاضا برای محصول دو شرکت، با توجه به قیمت‌های خود و شرکت رقیب بدین صورت با توجه به یک تابع {\displaystyle D(P)} مشخص می‌شود (قیمت هر یک از شرکت‌ها با {\displaystyle P_{i}} نشان داده شده‌است:
- اگر {\displaystyle P_{1}<P_{2}}: میزان فروش شرکت ۱ برابر با {\displaystyle D(P_{1})} و فروش شرکت ۲ برابر با {\displaystyle 0} می‌باشد.
- اگر {\displaystyle P_{2}<P_{1}}: میزان فروش شرکت ۱ برابر با {\displaystyle 0} و فروش شرکت ۲ برابر با {\displaystyle D(P_{2})} می‌باشد.
- اگر {\displaystyle P_{1}=P_{2}}: میزان فروش هر دو شرکت برابر با {\displaystyle {\frac {D(P_{1})}{2}}} می‌باشد.[۴]

## بررسی رفتار شرکت‌ها و تعادل نش
با توجه به شرایط گفته شده، در هر لحظه (به جز لحظه‌ای که قیمت هر دو هزینهٔ نهایی باشد)، اگر هر یک از شرکت‌ها قیمتش را از شرکت دیگر پایین‌تر برد؛ آن‌گاه کل بازار و سود بیشتری را به دست خواهد آورد. از آنجا که هر دو شرکت این را می‌دانند، هر کدام تلاش می‌کنند تا قیمتشان را از رقیب خود پایین‌تر ببرند تا زمانی که محصول با سود صفر به فروش برسد (قیمت فروش برابر با هزینهٔ نهایی شود). نشان می‌دهیم که این تنها تعادل نش با استراتژی‌های خالص بازی می‌باشد.
فرض می‌کنیم که هزینهٔ نهایی شرکت‌ها به ازای یک محصول مقدار C می‌باشد. ابتدا ثابت می‌کنیم که نقطهٔ {\displaystyle (C,C)} (برای قیمت فروش) یک تعادل نش می‌باشد. برای این که یک استراتژی پروفایل تعادل نش باشد؛ می‌بایست هیچ‌یک از شرکت‌کننده‌ها انگیزه‌ای برای تغییر استراتژی خود نداشته باشد (با تغییر استراتژی خود سود نکند) و استراتژی‌اش بهترین پاسخ به استراتژی رقیب (در بازی‌های بیش از دونفره رقبا) باشد.
حال فرض می‌کنیم {\displaystyle P_{1}=P_{2}=C}. در این شرایط سود هر دو شرکت برابر صفر می‌باشد. شرکت ۱ به دو طریق می‌تواند استراتژی خود را تغییر دهد:
1. کاهش قیمت خود به {\displaystyle P_{1}'<C}: در این صورت با توجه به این که {\displaystyle P_{1}'<P_{2}}، تمام فروش بازار به سمت شرکت ۱ می‌رود. اما با توجه به این که {\displaystyle P_{1}'<C}، شرکت ۱ به ازای فروش هر محصول متحمل ضرر می‌شود؛ بنابراین شرکت ۱ انگیزه‌ای برای کاهش قیمت خود نداشته و این استراتژی بهترین پاسخ به استراتژی شرکت ۲ می‌باشد.
2. افزایش قیمت خود به {\displaystyle P_{1}'>P_{2}}: در این حالت نیز، با توحه به این که {\displaystyle P_{1}'>P_{2}}، تمام فروش بازار نصیب شرکت ۲ شده و سود شرکت یک همچنان صفر باقی می‌ماند. پس در این حالت نیز شرکت ۱ انگیزه‌ای برای کاهش قیمت خود و تغییر استراتژی‌اش ندارد.

با توجه به متقارن بودن بازی، استدلال‌های بالا برای شرکت ۲ نیز برقرار می‌باشند؛ بنابراین پروفایل استراتژی {\displaystyle (C,C)}، یک تعادل نش خالص برای این بازی می‌باشد.
اکنون نشان می‌دهیم که هیچ تعادل خالص دیگری برای بازی وجود ندارد. چهار حالت کلی وجود داشته که هر یک را بررسی می‌کنیم. در هر حالت فرض می‌شود که از بین {\displaystyle P_{i}} و {\displaystyle P_{j}}، یکی قیمت شرکت ۱ و دیگری قیمت شرکت ۲ باشد.
1. اگر داشته باشیم {\displaystyle P_{i}>P_{j}>C}، در این حالت سود شرکت {\displaystyle j} مقداری مثبت و سود شرکت {\displaystyle i} برابر با صفر می‌باشد. در این شرایط با توجه به این که قیمت‌ها اعداد حقیقی می‌باشند، شرکت {\displaystyle i} با تغییر قیمت خود به {\displaystyle P_{i}-\epsilon } به طوری که شرط {\displaystyle P_{j}>P_{i}-\epsilon >C} برقرار باشد؛ تمام بازار را به دست آورده و سود مثبتی خواهد داشت. پس استراتژی {\displaystyle i} بهترین پاسخ به استراتژی شرکت {\displaystyle j} نبوده و این پروفایل استراتژی تعادل نش نمی‌باشد.
2. اگر داشته باشیم {\displaystyle P_{i}>P_{j}=C}، در این حالت سود هر دو شرکت برابر با صفر می‌باشد. در این شرایط شرکت {\displaystyle j} می‌تواند با تغییر استراتژی و افزودن مقدار {\displaystyle \epsilon } به قیمتش، به طوری که {\displaystyle P_{i}>P_{j}+\epsilon }، همچنان تمام فروش بازار را در دست داشته و سود مثبت نیز به دست می‌آورد. پس این پروفایل استراتژی نیز تعادل نش نمی‌باشد.
3. اگر داشته باشیم {\displaystyle P_{i}=P_{j}>C}، در این حالت سود هر دو شرکت برابر با مقداری مثبت می‌باشد. حال، هر یک از دو شرکت (در این‌جا فرض می‌کنیم {\displaystyle i})، می‌توانند با کاهش قیمت خود به مقداری برابر {\displaystyle P_{i}-\epsilon } به طوری که {\displaystyle P_{i}-\epsilon >C} و {\displaystyle D(P_{i}-\epsilon )>{\frac {D(P_{i})}{2}}}، تمام بازار را به دست آورده و سود خود را افزایش دهد.
4. در تمام حالاتی که {\displaystyle P_{i}<C} یا {\displaystyle P_{j}<C}، شرکتی که قیمت فروش کمتری دارد متحمل ضرر می‌شود. این شرکت با افزایش قیمت خود به هر مقداری که از قیمت فروش شرکت رقیب بالاتر باشد، تمام بازار را به رقیب داده و سود خود را به صفر می‌رساند (در واقع سود خود را افزایش می‌دهد). پس استراتژی فعلی او بهترین پاسخ به استراتژی رقیب نبوده و این پروفایل استراتژی نیز تعادل نش نمی‌باشد.

با توجه به این موارد، این بازی هیچ تعادل نش با استراتژی‌های خالص دیگری ندارد؛ بنابراین پروفایل استراتژی {\displaystyle (C,C)} تنها تعادل نش با استراتژی‌های خالص بازی می‌باشد.
البته تحقیقات اخیر نشان داده‌است که با توجه به اینکه سود انحصاری بی‌نهایت است، ممکن است یک تعادل نش با استراتژی‌های ترکیبی با سود اقتصادی مثبت وجود داشته باشد. در مورد حالتی با سود انحصاری محدود، نشان داده شده‌است که سود مثبت تحت شرایط رقابت قیمتی، در تعادل ترکیبی و حتی در حالت کلی‌تر در تعادل‌های همبسته غیرممکن می‌باشد.

## پارادوکس برتراند در عمل
از دلایلی که پارادوکس برتراند در عمل به‌طور مستقیم اعمال نمی‌شود می‌توان به موارد زیر اشاره کرد:
- محدودیت‌های ظرفیت: بعضی مواقع شرکت‌ها ظرفیت کافی برای ارضا کردن تمام درخواست‌ها را ندارند. در این حالت، بر روی حداکثر سقف تولید شرکت‌ها کران بالایی با نام {\displaystyle {\bar {q_{i}}},i=1,2} گذاشته شده‌است. شرکت‌ها می‌بایست قیمت خود را به نحوی تعیین کنند که به ازای تعداد تولید هر یک از آن‌ها داشته باشیم: {\displaystyle q_{i}\leq {\bar {q_{i}}}}. در این حالت از مدل اجوورث (به انگلیسی Edgeworth) استفاده شده و هنگامی که محدودیت سقف تولید ثابت باشد؛ در بعضی مواقع تعادل نش با استراتژی‌های خالص وجود ندارد.[۶] دلیل این که پروفایل استراتژی {\displaystyle q_{i}\leq {\bar {q_{i}}}} ممکن است دیگر تعادل نش نباشد؛ این است که اگر یکی از شرکت‌ها قیمتی بالاتر از هزینهٔ نهایی پیش‌نهاد دهد؛ در صورتی که شرکت دیگر نتواند تمام نیاز بازار را تأمین کند، مقداری از بازار به این شرکت اختصاص پیدا کرده و سود مثبت (بیشتر از قبل) به دست می‌آورد.[۱۰]
- قیمت‌گذاری گسسته: در صورت حقیقی بودن قیمت‌ها، قیمت‌های بالاتر از هزینهٔ نهایی کنار گذاشته می‌شوند؛ چرا که یک شرکت می‌تواند به مقدار بسیار کوچک دلخواهی قیمت کمتری نسبت به رقیب ارائه دهد. اگر قیمت‌ها گسسته باشند (به عنوان مثال تنها مقادیر طبیعی داشته باشند)؛ آن‌گاه یک شرکت تنها می‌تواند با حداقل اختلاف یک واحد قیمت کمتری ارائه دهد. این موضوع نشان می‌دهد که قیمت یک واحد بالاتر از هزینهٔ نهایی، اکنون یکی تعادل است. اگر یک شرکت قیمت را یک واحد بالاتر از هزینهٔ نهایی قرار دهد، شرکت دیگر می‌تواند با ارائه قیمت کمتر کل بازار را به دست آورد؛ اما این کار هیچ سودی را نسیبش نمی‌کند. این شرکت ترجیح می‌دهد که بازار را به‌طور ۵۰/۵۰ با رقیب به اشتراک گذاشته و سود اکیداً مثبتی به دست آورد.[۱۱]
- تفاوت محصولات: اگر محصولات شرکت‌های مختلف تفاوت داشته باشند؛ آن‌گاه ممکن است که مشتریان به‌طور کامل به محصول با قیمت کمتر روی نیاورند.
- رقابت پویا: تعاملات تکراری یا رقابت‌های قیمتی تکراری می‌توانند به قیمتی بالاتر از هزینهٔ نهایی در تعادل منجر شوند.
- انحصار چندجانبه (Oligopoly): اگر دو شرکت بتوانند روی یک قیمت توافق کنند، آن‌گاه در درازمدت به سود شرکت‌ها خواهد بود که به توافق پایبند باشند. سود حاصل از کم کردن قیمت‌ها کمتر از دوبرابر سود حاصل از پایبندی به توافق بوده و تنها تا زمانی که شرکت دیگر قیمتش را کم نکرده باشد برقرار می‌ماند.[۲]